# بانک پرماتا
بانک پرماتا (انگلیسی: Permata Bank) شرکت خدمات مالی و بانکداری اندونزیایی است، که در سال ۱۹۵۴ تأسیس شد.